# ハイ・バ・チュンの反乱
ハイ・バ・チュンの反乱（ハイ・バ・チュンのはんらん）、ないし、チュン姉妹の反乱（チュンしまいのはんらん）とは、西暦40年から43年にかけて漢（後漢）の南部で起こった内乱である。40年に、ベトナム人（百越）の指導者であった徴側とその妹である徴弐が、交趾郡（現在のベトナム北部）に置かれていた漢の交阯太守に反旗を翻した。42年、漢は、徴姉妹による百越の反乱を鎮圧すべく、馬援を将軍として派遣した。43年、漢軍は反乱を完全に鎮圧し、事態を収拾した。徴姉妹は捕らえられ、漢軍によって斬首された。

## 背景
40年3月、徴側と徴弐の徴姉妹（チュン姉妹）は、百越の人々を率いて、漢に対する蜂起を起こした。交阯太守だった蘇定は南海郡に逃げ延びた。
この反乱は、紅河デルタで始まったが、程なくして他の百越の部族にも海岸沿いに南北へと広がっていった。この反乱を支持した町や集落は67カ所に上った。徴側は自ら女王として「徴王」と称した。彼女は農村部では支配を確立できたものの、城塞化された都市を奪取することはできなかった。

## 経緯
洛陽にあった漢の政府は、事態の展開にゆっくりとしか対処しなかった。 42年の5月ないし6月に至り、光武帝は軍事行動を起こすよう命令を発した。馬援将軍が反乱の鎮圧にあたる司令官となった。馬援には、「伏波将軍」（「波を鎮める将軍」の意）という称号が与えられた。
馬援とその麾下の武将たちは、中国南部で兵士を動員した。軍勢は1万人ほどの規模となった。馬援は、広東から補給のための艦隊を海岸に沿って派遣した。
軍勢は陸路で難所を越えて紅河デルタに向かい、43年のはじめに到着した。反乱側は、4月ないし5月には完全に鎮圧された。徴姉妹は捕えられ、斬首された。43年末には、反乱の残党の掃討も終わり、漢軍はこの地域を完全に掌握した。

## その後
馬援将軍は、現地の人々の文化や習俗の徹底的な漢化を推し進めて、部族的な特徴を取り除き、漢の統治がやりやすくなるよう仕向けた。馬援は、百越の部族長たちの権威の象徴であった銅製の太鼓を融かして、馬の銅像を作らせ、44年秋に洛陽へ凱旋した際に、これを光武帝に献上した。

## 評価
反乱が敗北した理由のひとつには、女性の指導者の下では勝てるわけがないと当の反乱者たち自身が思い込んでいたことがあった。女性が指揮する立場にあったことは歴史的なベトナム語文献の中で、反乱の敗北の理由としてしばしば槍玉に挙げられることになった。ベトナム人の歴史家たちは、嫌悪の対象ですらある「ただの小娘たち」が反乱の旗を翻したときに、男たちが何もしなかったことを訝り、嘲笑してきたが、徴姉妹の反乱に言及したベトナム語の詩が、男たちが何もしなかったことについて語っているのも、しばしば誤って解釈されるように、女性を賛美したり、戦いを女性の仕事だと考えて綴られたわけではない。
「敵が門前に迫れば、女が外へ出て戦う」と訳される詩句は、女性のたしなみを表した語句としてしばしば引かれる。ベトナム語で「Giặc đến nhà, đàn bà cũng đánh（ハンノム：賊𦤾茹, 彈婆拱打）」というこの語句が実際に意味しているところは、戦争で戦うのは女性にはふさわしくないのであって、事態が絶望的に悪化して家庭に及ぶまでになった時しか女性は戦いに加わるべきではない、ということである。